# Reifungsfraß

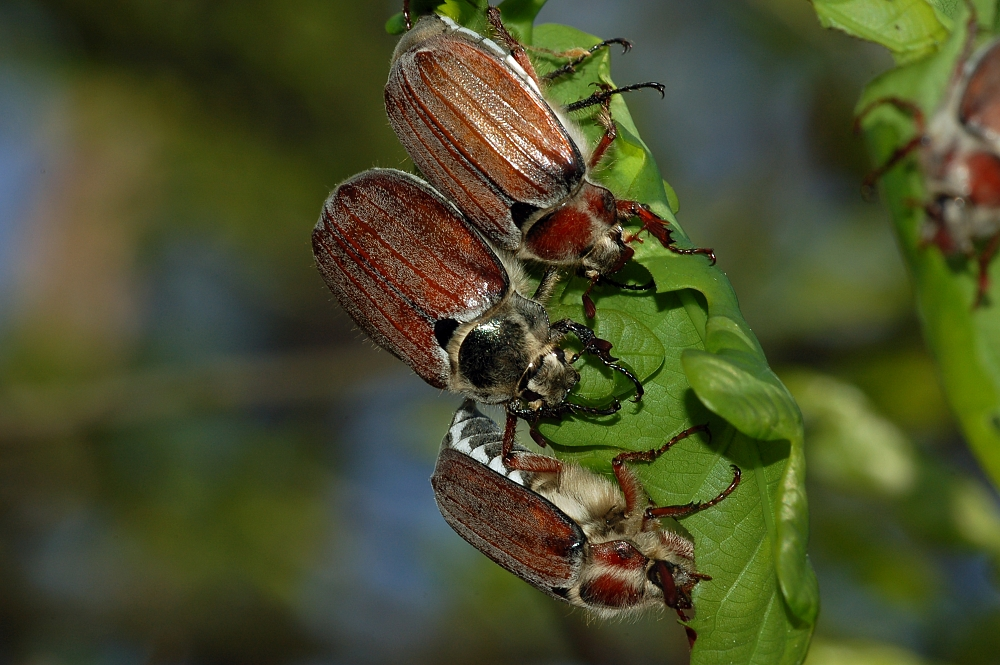
Reifungsfraß des Waldmaikäfers

Der Reifungsfraß oder Reifefraß ist eine „spezifische Nahrungsaufnahme verschiedener Insekten nach Beginn des Imaginalstadiums, die zur Ausreifung der Gonaden benötigt wird“. Gleichzeitig wird der Begriff für die Zeitspanne verwendet, in der diese zur Erreichung der Geschlechtsreife notwendige Nahrungsaufnahme stattfindet.
Im deutschsprachigen Raum ist der Begriff „Reifefraß“ häufiger als „Reifungsfraß“. Im englischsprachigen Raum wird „Reifungsfraß“ in der entomologischen Literatur gelegentlich als Fachbegriff und Fremdwort aus der deutschen Sprache für „maturation feeding (stage)“ oder „egg-ripening feeding (period)“ verwendet.
Darüber hinaus wird „Reifungsfraß“ auch im weiteren Sinn für Nahrungsaufnahme zur Weiterentwicklung der Fortpflanzungsorgane benutzt, etwa bei Raupen oder Schnecken.

## Abgrenzung gegen andere Formen der Nahrungsaufnahme
Viele Insekten nehmen als Imago überhaupt keine Nahrung mehr zu sich, ein Teil davon hat sogar verkümmerte Mundwerkzeuge. Unter den Insekten, die im Imaginalstadium Nahrung aufnehmen, benötigen manche Arten einen Reifungsfraß, andere Arten werden auch ohne einen solchen geschlechtsreif.
Die Nahrungsaufnahme des voll entwickelten Insekts nach Erreichen der Geschlechtsreife wird als Regenerationsfraß bezeichnet. Die Nahrungsaufnahme vor dem Schlüpfen der Imago bezeichnet man als Larvenfraß oder Brutfraß. Es gibt Insektenarten mit Reifungsfraß ohne Regenerationsfraß und andere mit Regenerationsfraß ohne Reifungsfraß und wieder andere mit beiden.
Besonders unter den Rüsselkäfern finden sich viele Arten, die zum Zweck der Eiablage die Wirtspflanze in einer besonderen Art befressen. Dabei handelt es sich weder um Regenerationsfraß noch um Reifungsfraß.

## Zeitpunkt und Dauer des Reifungsfraßes
Der zeitliche Rahmen für den Reifungsfraß ist durch das Schlüpfen der Imago aus der Puppe (bei vollständiger Verwandlung) beziehungsweise aus dem letzten Larvenstadium (bei unvollständiger Verwandlung) einerseits und der Fähigkeit zu einer erfolgreichen Paarung andrerseits festgelegt. Dieses Zeitintervall liegt in Mitteleuropa meist im Frühjahr. Bei Insekten mit mehreren Generationen pro Jahr tritt es entsprechend über das Jahr verteilt mehrmals auf.
In der Regel ist der Reifungsfraß mit dem Schwärmen gekoppelt. Blatthornkäfer beginnen den Reifungsfraß erst nach dem Schwärmen.
Bei den Borkenkäfern gibt es verschiedene Möglichkeiten. Der Buchdrucker vollzieht den Reifefraß am Brutort, vor dem Schwärmen. Er frisst sich kreuz und quer durch den Bast und bohrt sich erst nach Erreichen der Geschlechtsreife durch die Rinde nach außen, um einen Geschlechtspartner beziehungsweise einen Brutplatz zu finden. So verhält es sich auch bei der verwandten Art Ips schmutzenhoferi. Andere Borkenkäfer verlassen die Puppenwiege und benagen Bäume an anderer Stelle, bevor sie mit dem Brutgeschäft beginnen (post-emerging maturation feeding).
Je nach Art kann der Reifungsfraß nur wenige Tage oder mehrere Wochen dauern. Die beiden nah verwandten an Raps schädlichen Rüsselkäfer Ceutorhynchus napi und Ceutorhynchus quadridens unterscheiden sich unter anderem durch die Länge des Reifungsfraßes. Die erste Art hat einen kurzen, die zweite einen langen Reifungsfraß. Außerdem ist die Länge des Reifungsfraßes temperaturabhängig. Beispielsweise hat der Gefleckte Kohltriebrüssler (Ceutorhynchus quadridens) bei Tagestemperaturmaxima über 20 °C einen kurzen Reifungsfraß, bei Tagesmaxima unter 20 °C einen langen Reifungsfraß.
Bei Überwinterung des Käfers erfolgt der Reifefraß in der Regel im folgenden Frühjahr. Der beiden eben genannten Rüsselkäfer unterscheiden sich hier ebenfalls. C. napi überwintert in der Puppenwiege und vollzieht den Reifungsfraß im darauf folgenden Frühjahr. C. assimilis dagegen wird noch im Herbst aktiv und absolviert einen kurzen Reifungsfraß. Dann überwintert er im Bodenstreu und setzt im Frühjahr den Reifungsfraß fort. Die gleiche Form des durch die Winterruhe unterbrochenen Reifungsfraßes findet sich jedoch auch unter den Borkenkäfern.

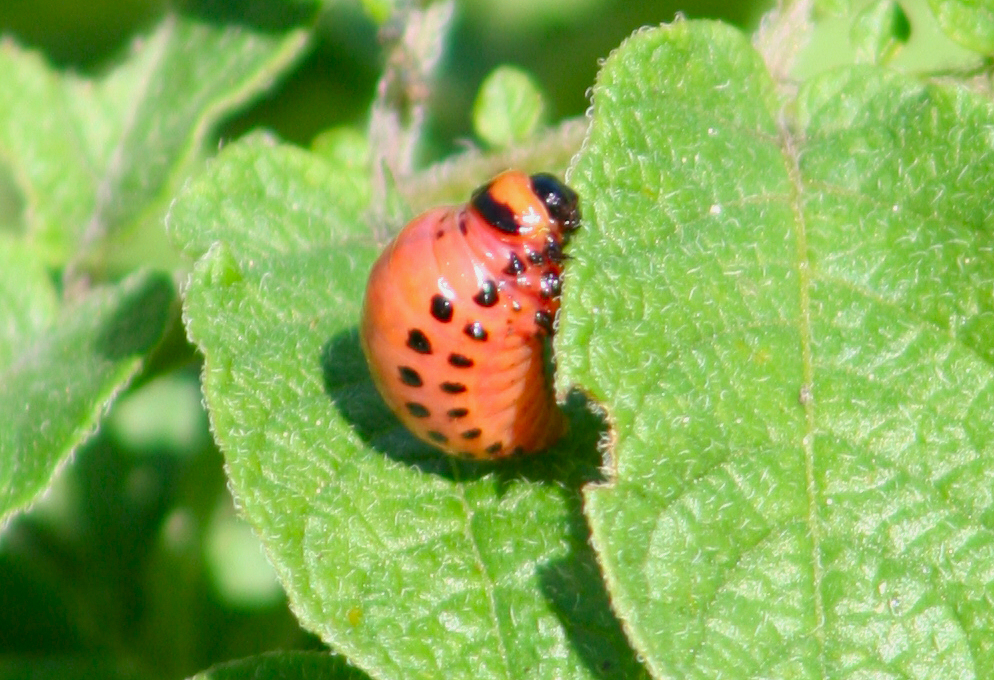
Larvenfraß des Kartoffelkäfers

## Nahrungsquelle
Als Nahrungsquelle für den Reifungsfraß wird ein breites Nahrungsspektrum genutzt. Arten der Gattung Thanatophilus fressen Aas. Einige Parasiten benötigen lebendes tierisches Gewebe zum Reifungsfraß. Bei den meisten genauer untersuchten Arten dient pflanzliches Material als Nahrungsquelle für den Reifungsfraß. Dabei werden Blätter, Rinde, Bast usw. in meist artspezifischer Weise benagt.
Die Form, in der die Blätter am Rand oder in der Mitte (Lochfraß) angenagt sind, lässt meist die Identifikation des Verursachers zu. Der Lochfraß kann beispielsweise „rund“ oder „langgestreckt zwischen den Blattrippen“ (beim Getreidehähnchen) oder punktförmig (beim Apfelblütenstecher) sein. Bei der Lauchminierfliege sind mehrere Fraßpunkte kettenartig hintereinander gereiht. An der Rinde findet man neben einfachen Löchern etwa „triebumfassendes Abwickeln der Rinde von jungen Eiben“ durch Dickmaulrüssler oder „Rindenschälungen an Zweigen“. Allgemein lässt die Art, wie beim Reifungsfraß Ästchen, Triebe oder Knospen angebohrt und zum Welken oder Absterben gebracht werden, meist eindeutige Rückschlüsse auf die Tierart zu, die den Schaden verursacht hat.
Manche Tierarten sind beim Reifungsfraß auf nur eine Pflanzenart beschränkt. Beispielsweise wird der punktförmige Reifungsfraß an Apfelblättern vom Apfelblütenstecher, die punktförmigen Löcher in Kirschenblättern dagegen durch den Reifungsfraß des Kirschenstechers Furcipus rectirostris hervorgerufen. Bei anderen Tierarten wird eine mehr oder weniger breite Palette von Wirtspflanzen genutzt, die dann verschieden stark genutzt werden. In Versuchsreihen wird beispielsweise getestet, welche Rassen einer Nutzholzart von den Schädlingen, die sie für den Reifefraß nutzen, bevorzugt oder gemieden – und damit mehr oder weniger geschädigt werden.
Ähnliches gilt für die Eiablage mit Larvalentwicklung und den Reifungsfraß. Häufig findet Entwicklung und Reifungsfraß an der gleichen Pflanzenart statt. Bei anderen Arten ist das Spektrum der Pflanzenarten für den Reifefraß größer als das für die Entwicklung. Bei vielen Arten hat die Fraßpflanze überhaupt nichts mit dem Ort der Entwicklung zu tun. Es gibt Hinweise dafür, dass die für den Reifungsfraß verwendeten Pflanzenteile (beispielsweise Pollen) die während des Larvenfraßes aufgenommene Nahrung (beispielsweise Holz) komplettieren müssen.
Vermutlich liefert zumindest bei einigen Schwebfliegen die Nahrung nicht nur die Energie, die zum Überleben und Weiterentwicklung bis zur Geschlechtsreife benötigt wird, sondern auch die spezielle Inhaltsstoffe, die für die Eireife notwendig sind.
Für den Artenschutz ist zu bedenken, dass eine Art schon dann aussterben kann, wenn die für den Reifungsfraß notwendigen Pflanzen nicht (mehr) vorhanden sind, selbst wenn die Bedingungen für die Larvalentwicklung sehr gut sind.

## Unterschiede bei den Geschlechtern
Bei der Bockkäferart Anoplophora glabripennis gibt es bezüglich des Reifungsfraßes deutliche Unterschiede zwischen den beiden Geschlechtern. Die Männchen benötigen keinen Reifungsfraß. Die Spermien sind nach dem Schlüpfen der Puppe reif und erfolgreiche Begattungen möglich. Die Ovarien der Weibchen dagegen benötigten zur vollen Funktionsfähigkeit einen Reifungsfraß.
Bei den Schwebfliegen nehmen die Weibchen wesentlich mehr Pollen auf als die Männchen, die mehr Nektar zu sich nehmen. Man vermutet, dass der Pollen zur Eireife notwendig ist. Inwieweit diese beiden Beispiele Einzelfälle innerhalb der Insekten darstellen oder ob eine unterschiedliche Ausprägung des Reifungsfraßes bei Männchen und Weibchen weiter verbreitet ist, ist unklar.

## Auftreten und Ausprägung des Reifungsfraßes bezüglich des Systems der Insekten
Es gibt fast keine Untersuchungen dazu, wie sich der Verwandtschaftsgrad unter Insektenarten in der Form des Reifungsfraßes ausdrückt. Wie die angeführten Beispiele belegen, sind die Ergebnisse nicht einheitlich. Einerseits können verwandte Arten auch Ähnlichkeiten bezüglich des Reifungsfraßes zeigen, andrerseits sind bei nah verwandten Arten auch deutliche Unterschiede in der Form des Reifungsfraßes feststellbar.
Der Reifungsfraß ist hauptsächlich bei Schädlingen und wenigen Nützlingen (Marienkäfer und für die biologische Unkrautbekämpfung interessante Arten) näher untersucht. Bei den Schädlingen sind vor allem Arten aus den Familien der Borkenkäfer und Rüsselkäfer zu nennen. Bei beiden treten Unterschiede in der Art des Reifungsfraßes auf. Auch Arten aus vielen anderen Käferfamilien, beispielsweise Maikäfer (Blatthornkäfer) und Kartoffelkäfer (Blattkäfer) werden durch ihren Reifungsfraß schädlich. Reifungsfraß kommt jedoch nicht nur bei Käfern, sondern beispielsweise auch bei Fliegen vor. Bei der Kirschfruchtfliege dauert der Reifungsfraß ungefähr 10 Tage. Nicht nur Insekten mit vollständiger Verwandlung, sondern auch solche mit unvollständiger Verwandlung zeigen Reifungsfraß, beispielsweise Heuschrecken und Libellen. Viele Libellenarten verlassen zum Reifefraß ihre Brutbiotope und kehren erst nach Erlangung der Geschlechtsreife wieder in diese zurück.
Außer den in den vorherigen Kapiteln bereits erwähnten Übereinstimmungen und Unterschieden innerhalb verschiedener Taxa gibt es noch wenige weitere Ergebnisse.
Innerhalb der Familie der Bockkäfern ist in den Unterfamilien der Prioninae und Cerambycinae zur Erreichung der Geschlechtsreife keine Nahrungsaufnahme erforderlich, in der Unterfamilie der Lamiinae dagegen benötigen die Imagines eine nitrogenhaltige Nahrung, um sich erfolgreich fortpflanzen zu können.
Innerhalb der Unterfamilie Scarabaeinae der Blatthornkäfer ist der Reifungsfraß die Regel. Die im Dung lebende Art Onthophagus gazella bildet jedoch eine Ausnahme.
Einen interessanten Aspekt bezüglich des Zusammenhangs von Reifungsfraß und Verwandtschaft findet sich in der Gattung Tomicus. Bei Populationen in Europa und in China war man der Meinung, beide würden zur Art Tomicus piniperda gehören. In Europa verteilen sich die frisch geschlüpften Imagines zum Reifungsfraß auf verschiedene benachbarte Bäume und richten dort keinen gravierenden Schaden an. In China dagegen konzentrieren sich die Imagines zum Reifungsfraß auf wenige Bäume und schädigen diese beträchtlich. Deswegen wurde eine DNA-Analyse bei den beiden Populationen vorgenommen. Diese ergab, dass der Unterschied der untersuchten DNA bei den beiden Populationen in der Größenordnung von Unterschieden bei verschiedenen Arten lag.
Die äußerlich kaum unterscheidbaren Individuen der chinesischen Population wurden inzwischen zu einer eigenen Art erhoben.

## Bedeutung für den Menschen
Der Reifungsfraß ist beim überwiegenden Teil der Insekten ein Faktor, der aus menschlicher Sicht nicht ins Gewicht fällt. Durch das menschliche Eingreifen veränderte sich Zusammensetzung der Pflanzenwelt, was die Massenvermehrungen bestimmter Insektenarten erst ermöglicht. Diese Insekten werden meistens nicht durch Reifungsfraß, sondern durch Larvenfraß zu Schädlingen. Dieser überwiegt beispielsweise bei den Blütenstechern (Apfelblütenstecher, Birnen-Knospenstecher und Kirschenstecher) deutlich gegenüber dem Reifungsfraß.
Das bekannteste Beispiel für die Schädigung durch Reifungsfraß sind Feldmaikäfer und Waldmaikäfer, wenn auch hier die Schädigung durch die Engerlinge überwiegt. Die beiden Maikäferarten unterscheiden sich in ihrem Reifungsfraß nicht merklich. Eine große Anzahl von Baum- und Straucharten kommt als Wirtspflanze in Frage. Wesentlich für die Auswahl ist, dass die Blätter noch jung sind. Unter den Fraßpflanzen befinden sich auch Obstbäume (Feldmaikäfer) und für die Holzproduktion wichtige Bäume wie beispielsweise die Eiche (Waldmaikäfer, Abb. 1). In den Flugjahren kann der Reifungsfraß so gravierend sein, dass die Bäume nahezu entlaubt werden. Entsprechend kann man im Jahr des Massenauftretens beim Zuwachs an Holz oder der Produktion von Früchten gravierende Ausfälle feststellen.
Der Zeitpunkt des Reifungsfraßes ist bei manchen Schädlingen früh genug, um wirksame Maßnahmen zur Bekämpfung des Verursachers zu ergreifen beziehungsweise aus verschiedenen möglichen Maßnahmen die angemessene zu wählen. Bei anderen Arten müssen solche Maßnahmen bereits vor dem Reifungsfraß ergriffen werden.
In einzelnen Fällen ist nicht der Reifungsfraß als solcher schädlich, sondern die mit ihm verbundene Übertragung von Schädlingen. So übertragen beispielsweise die Ulmensplintkäfer Pilze, die zum Absterben der Ulmen führen. Die Arten der Bockkäfergattung Monochamus übertragen die Kiefernsplintholznematode, die Kiefern schädigt.